# Белополосый мероу
Белополосый мероу, или полосатый мероу (лат. Epinephelus aeneus), — вид лучепёрых рыб из семейства каменных окуней (Serranidae) отряда окунеобразных. Распространены в восточной части Атлантического океана и Средиземном море.

## Описание
Максимальная длина тела 120 см, масса тела до 25 кг
Тело несколько удлинённое, покрыто ктеноидной чешуёй. Высота тела значительно меньше длины головы, укладывается 3,0—3,6 раза в стандартную длину тела. Длина крупной головы в 2,5—2,9 раза меньше стандартной длины тела. У рыб длиной 20—25 см диаметр глаза равен ширине межглазничного пространства; у более крупных особей существенно меньше. Межглазничное пространство выпуклое. Предкрышка заострённая с 3—6 крупными шипами в углу. Верхняя челюсть доходит до вертикали заднего края глаза. На нижней челюсти 2 латеральных ряда зубов. На верхней части жаберной дуги 8—10 жаберных тычинок, а на нижней части 15—17. Длинный спинной плавник с 11 жёсткими колючими лучами и 14—16 мягкими лучами. Анальный плавник с 3 жёсткими и 8 мягкими лучами. Хвостовой плавник закруглённый. Боковая линия с 67—72 чешуйками. Пилорических придатков 12—14.
Тело зеленовато-бронзового цвета, плавники коричневато-фиолетовые с белой или розовато-лиловой окантовкой. Через жаберную крышку проходят 3—4 бледно-голубых (или белых) линий. Нижняя линия начинается от заднего края верхней челюсти до межкрышки; следующая — от глаза через предкрышку до подкрышки; а верхняя — от глаза до верхнего края предкрышки и далее раздваивается и продолжается до заднего края крышки. У крупных взрослых особей белые линии на голове становятся слаборазличимыми. У молоди тёмные точки на теле образуют пять неясных тёмных полос. Плавники также с неясными тёмными точками.

## Ареал и места обитания
Распространены в южной части Средиземного моря и в прибрежных водах вдоль западного побережья Африки до юга Анголы. Единично встречаются в северной части Средиземного моря .
Взрослые особи обитают над скалистыми, илистыми и песчаными грунтами на глубине от 20 до 200 м. Молодь встречается в лагунах и эстуариях.

## Биология

### Питание
Хищник, обычно подстерегает свою жертву в засаде: расщелинах скал, среди камней, в зарослях водорослей или кораллов. Предпочитаемым пищевым объектом являются рыбы (главным образом ставридовые и каменные окуни). В состав рациона также входят крабы, ротоногие и головоногие.

### Размножение
Как и остальные представители рода белополосый мероу является последовательным протогиническим гермафродитом. Все особи рождаются самками и только в течение жизненного цикла становятся самцами. Самки впервые созревают в возрасте 5—7 лет при длине тела 50—60 см и массе от 1,5 до 3 кг. Большинство самок изменяет пол в возрасте 10—13 лет при длине тела 80—110 см и массе 10—13 кг. Однако встречаются и мелкие самцы массой 3—5 кг. Потенциальная плодовитость варьируется от 790 тысяч до 12590 тысяч ооцитов в зависимости от размера самок. Оплодотворение наружное. Икра и личинки пелагические.

## Взаимодействие с человеком
Белополосый мероу имеет важное промысловое значение в странах на всём протяжении его ареала. Ловят ярусами и тралами. В 2011 году мировые уловы превышали 4 тысячи тонн, а в 2014 году превысили 7500 тонн.